# Burramys parvus
L'opossum pigmeo di montagna (Burramys parvus Broom, 1896) è un mammifero della famiglia dei Burramidi. È l'unica specie del genere Burramys Broom, 1896. Descritto per la prima volta da Robert Broom nel 1896 a partire da un fossile risalente al Pleistocene, si riteneva che fosse ormai scomparso da migliaia di anni, ma nel 1966 un esemplare venne scoperto presso una stazione sciistica sul monte Hotham.

## Descrizione
L'opossum pigmeo di montagna ha una lunghezza testa-corpo di 10–13 cm e una coda di 13–16 cm; pesa 30-60 g. Anche se molto piccolo, questo marsupiale simile a un topo è il membro più grande della famiglia degli opossum pigmei. La sua morbida pelliccia è di colore marrone-grigiastro sulla schiena e crema chiarissima nella parte inferiore, e la pancia del maschio diventa di color marrone-arancione durante la stagione degli accoppiamenti. La lunga coda di fatto senza peli è prensile e permette una buona presa su ramoscelli e rami. Le femmine hanno un marsupio.

## Biologia
Diversamente dai suoi più stretti parenti, questo opossum non abita sugli alberi, ma si muove in modo molto agile tra i bassi cespugli sparsi tra le colline delle montagne in cui vive. È un animale notturno che trascorre la maggior parte del tempo arrotolato come una palla per tenersi al caldo.
Da studi effettuati su animali in cattività sembra che gli individui siano soliti stringersi insieme per scaldarsi di più. Le femmine occupano luoghi comuni di nidificazione dove i nidi si sovrappongono. I maschi sono nomadi e si uniscono alle femmine solo durante l'accoppiamento.
I cambi di stagione portano a cambiamenti di dieta. Durante l'estate l'opossum pigmeo di montagna si nutre di cibo ricco di energia, come farfalle notturne, che migrano nella zona per riprodursi, e altri artropodi tra cui i bruchi, gli scarafaggi e i ragni. Quando l'inverno si avvicina va alla ricerca di semi e bacche, ma quando arriva davvero il freddo, da maggio a settembre, questa specie va a dormire e si iberna, sopravvivendo grazie alle riserve immagazzinate durante i tempi di abbondanza. Si tratta dell'unico mammifero australiano ad avere questo comportamento. A volte si sveglia per mangiare semi e bacche ammassati nella sua dispensa.

## Distribuzione e habitat
Questa specie si trova ad altitudini di 1500–1800 m, lungo pendii rocciosi e campi sassosi tra le praterie alpine e subalpine e i cespugli nelle Alpi australiane. Il clima qui è un po' estremo per un piccolo mammifero: freddo e umido, con frequenti nevicate e forti venti.
La sua presenza si limita a tre popolazioni nel sud-est dell'Australia: nel Parco Nazionale di Kosciuszko nel Nuovo Galles del Sud, nel Victoria sui monti Bogong e Higginbotham e sui monti Buller e Stirling.

## Conservazione
L'opossum pigmeo di montagna è uno dei mammiferi più rari del mondo: si ritiene che ne rimangano solamente 2000 esemplari circa.
L'habitat estremamente ristretto di questa specie è minacciato dall'estrazione di rocce e dallo sviluppo delle infrastrutture per lo sci. Spesso è vittima dei predatori introdotti dall'uomo come le volpi e i gatti.